# Mekençil
Mekençil, ufficialmente Partito Politico "Patriottico" (in kirghiso "Мекенчил" саясий партиясы?, "Mekençil" sayasiy partiyası) è un partito politico kirghiso di orientamento nazionalista, fondato il 16 giugno 2010, a seguito di una scissione da Ata-Žurt.
Il presidente Sadır Japarov, vincitore delle elezioni presidenziali del 2021, ne è il leader.
Nel febbraio 2021, la dirigenza del partito ha annunciato che non avrebbe partecipato alle elezioni locali e legislative previste per il 2021, annunciando tuttavia un nuovo partito, Ata-Žurt Kirghizistan.

## Leader
- Sadır Japarov (2015-2017; dal 2021)
- Kamçıbek Taşiev (2020-2021)

## Risultati

### Elezioni presidenziali
| Elezione           | Candidato     | Voti      | %    | Esito  |
| ------------------ | ------------- | --------- | ---- | ------ |
| Presidenziali 2021 | Sadır Japarov | 1 105 248 | 8,41 | Eletto |

### Elezioni parlamentari
| Elezione          | Voti    | %     | Seggi   |
| ----------------- | ------- | ----- | ------- |
| Parlamentari 2020 | 136 276 | 6,96  | 0 / 90  |
| Parlamentari 2021 | 223,892 | 19,08 | 33 / 90 |